# Zeina Durra
Zeina Durra (Londres, 1976) és una guionista i directora de cinema britànica, de mare bosniana i pare jordano-libanès. Llicenciatura en Estudis de l'Orient Mitjà per la Universitat d'Oxford, va obtenir un MFA de la Tisch School of the Arts. El 2006 es va graduar a la New York Film School amb Seventh Dog i el 2010 va dirigir  The Imperialists Are Still Alive!, que va guanyar el premi a la Competició 1-2 al Festival Internacional de Cinema de Varsòvia i el premi del jurat al Festival Internacional de Cinema Asiàtic-Americà de San Francisco.
El 2020 va dirigir Luxor, que fou projectada al Festival de Cinema de Sundance.

## Filmografia
- 2005 : Seventh Dog (curtmetratge,)
- 2010 : The Imperialists Are Still Alive!
- 2020 : Luxor